# Jumeaux mais pas trop
Jumeaux mais pas trop és una pel·lícula francesa dirigida per Olivier Ducray i Wilfried Méance, estrenada el 2022. S'ha doblat i subtitulat al català.
Es va preestrenar al Festival Internacional de Cinema de Comèdia de L'Aup d'Uès de 2022, on va guanyar el premi del públic, abans de la seva estrena en cinemes uns mesos després.
El rodatge va tenir lloc a Angulema i Oléron l'estiu de 2021.